# Saison 1932-1933 de la Juventus FC
Maillots
Chronologie
Saison précédente Saison suivante
La saison 1932-1933 du Foot-Ball Club Juventus est la trente-et-unième de l'histoire du club, créé trente-six ans plus tôt en 1897.
Le club du Piémont prend ici part à la 33e édition du championnat d'Italie (4e de la Serie A), ainsi qu'à la 7e édition de la Coupe d'Europe centrale.

## Historique
Au cours de cette nouvelle saison, la Juventus double championne en titre, du président Edoardo Agnelli et de l'entraîneur Carlo Carcano, entend bien assoir encore un peu plus sa domination sur le football italien.
L'effectif se renforce en début de saison avec un défenseur, Duilio Santagostino, ainsi qu'un milieu de terrain, Mario Genta. En attaque débarque au club Francesco Imberti, mais surtout un jeune joueur prometteur de 18 ans formé au club, Felice Placido Borel (qui s'avèrera plus tard devenir l'un des meilleurs joueurs de l'histoire de la Juventus).
C'est donc très confiante et sûre de sa force que ce Foot-Ball Club Juventus commence sa Serie A 1932-1933 à l'automne 1932.

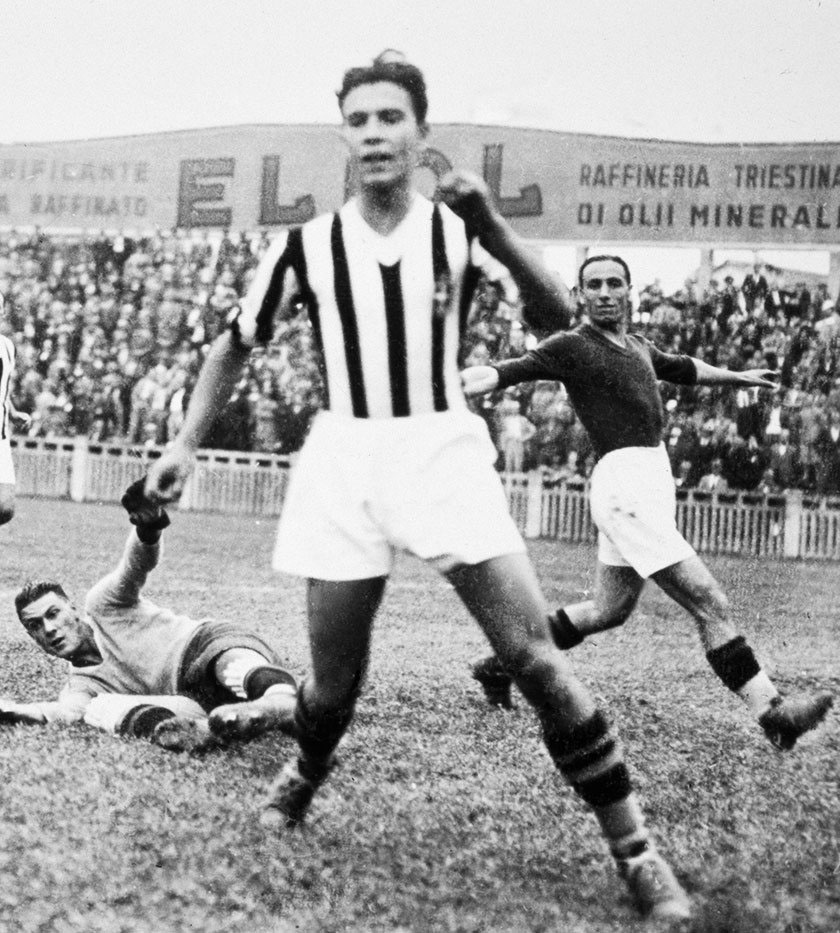
Le debutant et prometteur Felice Placido Borel, 18 ans et meilleur buteur du championnat d'Italie 1932-1933.

Le dimanche 18 septembre 1932 pour la 1re journée, le club turinois se fait surprendre à l'extérieur contre Alexandrie 3 buts à 2 (avec des réalisations juventine de Vecchina et Orsi), puis est à nouveau défait à Naples sur le plus petit des scores deux semaines suivantes. Ayant mal commencés leur saison, les bianconeri se ressaisissent ensuite en enchaînant une formidable série de 9 victoires consécutives (dont un mémorable 3-0 à domicile devant 14000 spectateurs (à 10 lires la place) face à son rival milanais de l'Ambrosiana-Inter à la suite de buts de Sernagiotto, Orsi sur penalty et Varglien I), série arrêtée le premier match de l'année, le 8 janvier 1933 à Florence contre la Fiorentina sur le score de 1 à 0. La Juve enchaîne lors des deux journées suivantes deux matchs nuls, avant de s'imposer le dimanche 29 janvier contre son vieil ennemi génois du Genova 1893 4-1, grâce à des buts d'Orsi, Sernagiotto, Ferrari et Vecchina, puis d'aller s'imposer à Palerme 2-0 (doublé de Monti) pour la dernière confrontation de la phase aller. Pour le premier des matchs retour, Madame se venge d'Alexandrie en leur infligeant un 3-0 à domicile (avec des buts de Ferrari, de Borel et d'Orsi sur penalty), puis fait subir le même sort au Napoli (avec un doublé de Borel et un but de Sernagiotto). Le dimanche 16 avril, la Juventus remporte sa sixième victoire d'affilée et par la même occasion son plus gros succès de la saison, un 6 buts à 0 au Corso Marsiglia (pour un triplé de Ferrari, un doublé de Borel, ainsi qu'un but de Monti). Deux semaines plus tard, lors du match comptant pour la 27e journée, les piémontais remportent le derby della Mole contre le Torino 2-1 (avec des réalisations de Varglien I et Borel). Trois semaines après, à partir de la 30e, le club bianconero termine sa saison en beauté en enchaînant 4 victoires de suite (dont notamment deux 5-0), mais jouant son dernier match à Gênes avec une défaite 3-2, malgré les buts de Cesarini et Rosetta.
Avec 25 victoires, pour 4 nuls et 5 défaites, la Juventus écrase, domine et termine le championnat avec 54 points, 8 de plus que l'Ambrosiana-Inter, et finit champion d'Italie pour la 3e fois consécutive (égalant les records du Pro Vercelli et  du Genoa), notamment grâce à son nouvel attaquant Felice Borel qui, avec 27 buts inscrits, termine meilleur buteur de cette Serie A 1932-1933 (premier joueur juventino à devenir meilleur buteur de Serie A). Un nouveau record tombe également durant la saison grâce à la formidable phase retour du club (13 victoires en 17 matchs), celui de 16 victoires à domicile sur 17 matchs, faisant de l'enceinte de la Juve une forteresse imprenable.

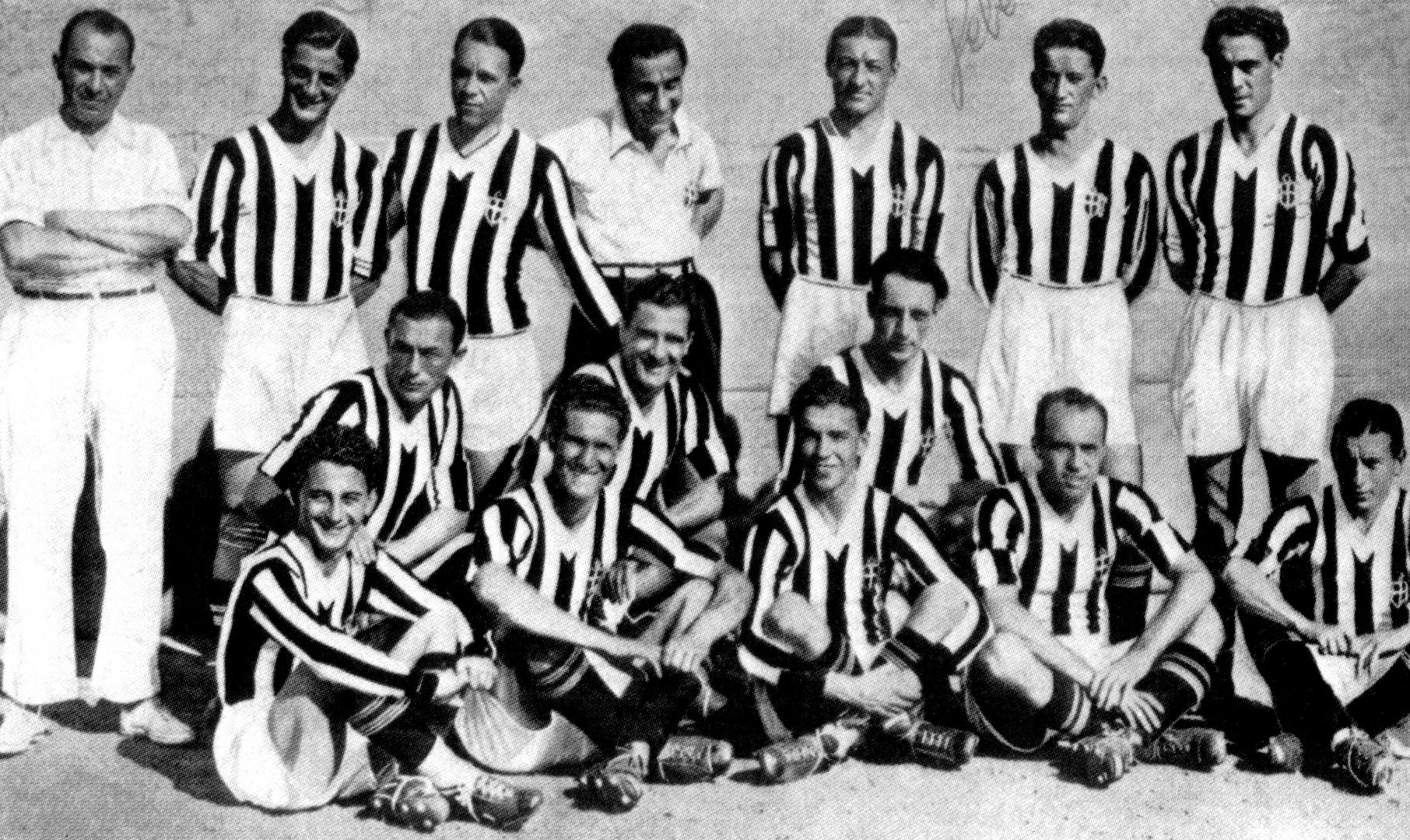
Les juventini gagnants du scudetto et demi-finalistes de la Coupe d'Europe centrale.

Au cours de cette saison, la Juventus inaugure un tout nouveau stade, construit pour les besoins de l'Italie accueillant la coupe du monde 1934. La société laisse alors son Campo di Corso Marsiglia, utilisé depuis 10 ans, pour s'installer dans le Stadio Benito Mussolini (aujourd'hui Stadio olimpico di Torino) de 65 000 places, situé sur la Via Filadelfia.
Le club de Turin prend ensuite part pour la quatrième fois à la Coupe d'Europe centrale, et joue les quarts-de-finale contre l'équipe hongroise de l'Újpest Football Club. Au Megyeri úti stadion, la Juve s'impose 4-2 à Budapest (avec des buts de Varglien II, Borel, Sernagiotto et Orsi). La Dame n'attendra pas la saison suivante pour baptiser sa nouvelle arène, jouant le match retour sur ses terres une semaine plus tard le jeudi 29 juin 1933, et remportant la plus grosse victoire de sa courte histoire internationale, un 6 à 2, grâce à un quadruplé d'Orsi et un doublé de Varglien II. En demi-finale, les bianconeri se retrouvent à nouveau face à une équipe autrichienne, et s'inclinent à Vienne 3 buts à 0 contre l'Austria Vienne et leur vedette Matthias Sindelar. Le 16 juillet, dans leur antre piémontaise, le club juventino ne parvient pas à remonter la pente et à la suite de son match nul un but partout (but de Ferrari pour la Juve), il est à nouveau éliminé aux portes de la finale. Raimundo Orsi finit néanmoins meilleur buteur de la compétition avec 5 buts.
En plein Quinquennat d'or, le FBC Juventus est alors au sommet de son art, dominant toujours un peu plus le football italien et européen.

## Déroulement de la saison

### Résultats en championnat
- Phase aller

| dimanche 18 septembre 1932 1re journée | Alexandrie                        | 3 - 2 | Juventus                       | Stadio del Littorio, Alexandrie 15h30 Arbitre : Melandri |
| dimanche 18 septembre 1932 1re journée | Cattaneo 23e 38e · Scagliotti 64e |       | 69e Vecchina · 86e (pen.) Orsi | Stadio del Littorio, Alexandrie 15h30 Arbitre : Melandri |

| dimanche 25 septembre 1932 2e journée | Juventus                       | 3 - 1 | Padoue      | Campo di Corso Marsiglia, Turin 15h30 Arbitre : Dell'Era |
| dimanche 25 septembre 1932 2e journée | Cesarini 16e 28e · Ferrari 67e |       | Spivach 48e | Campo di Corso Marsiglia, Turin 15h30 Arbitre : Dell'Era |

| dimanche 2 octobre 1932 3e journée | Naples        | 1 - 0 | Juventus | Stadio Partenopeo, Naples 15h00 Arbitre : Carraro |
| dimanche 2 octobre 1932 3e journée | Sallustro 53e |       |          | Stadio Partenopeo, Naples 15h00 Arbitre : Carraro |

| dimanche 25 septembre 1932 4e journée | Juventus     | 1 - 0 | Roma | Campo di Corso Marsiglia, Turin 15h00 Arbitre : Ciamberlini |
| dimanche 25 septembre 1932 4e journée | Cesarini 20e |       |      | Campo di Corso Marsiglia, Turin 15h00 Arbitre : Ciamberlini |

| dimanche 16 octobre 1932 5e journée | Pro Vercelli | 0 - 2                         | Juventus | Stadio Foro Boario, Verceil 15h00 Arbitre : Caironi |
| dimanche 16 octobre 1932 5e journée |              | Varglien I 52e · Munerati 74e |          | Stadio Foro Boario, Verceil 15h00 Arbitre : Caironi |

| dimanche 23 octobre 1932 6e journée | Juventus                   | 2 - 0 | Pro Patria | Campo di Corso Marsiglia, Turin 15h00 Arbitre : Bonivento |
| dimanche 23 octobre 1932 6e journée | Munerati 29e · Ferrari 82e |       |            | Campo di Corso Marsiglia, Turin 15h00 Arbitre : Bonivento |

| dimanche 6 novembre 1932 7e journée | Bari | 0 - 4                                     | Juventus | Campo degli Sport, Bari 14h30 Arbitre : Casati |
| dimanche 6 novembre 1932 7e journée |      | 15e 18e Cesarini · 46e Orsi · 88e Ferrari |          | Campo degli Sport, Bari 14h30 Arbitre : Casati |

| dimanche 13 novembre 1932 8e journée | Casale             | 1 - 2 | Juventus             | Stade Natale Palli, Casale Monferrato 14h30 Arbitre : Ciamberlini |
| dimanche 13 novembre 1932 8e journée | Celoria 57e (pen.) |       | 25e Monti · 70e Orsi | Stade Natale Palli, Casale Monferrato 14h30 Arbitre : Ciamberlini |

| dimanche 20 novembre 1932 9e journée | Juventus                                    | 4 - 0 | Lazio | Campo di Corso Marsiglia, Turin 14h30 Arbitre : Scorzoni |
| dimanche 20 novembre 1932 9e journée | Borel 10e 40e · Munerati 54e · Cesarini 90e |       |       | Campo di Corso Marsiglia, Turin 14h30 Arbitre : Scorzoni |

| dimanche 4 décembre 1932 10e journée | Torino | 0 - 1     | Juventus | Stadio Filadelfia, Turin 14h30 25 000 spectateurs Arbitre : Barlassina |
| dimanche 4 décembre 1932 10e journée |        | 67e Borel |          | Stadio Filadelfia, Turin 14h30 25 000 spectateurs Arbitre : Barlassina |

| dimanche 11 décembre 1932 11e journée | Juventus                                                            | 6 - 1 | Triestina | Campo di Corso Marsiglia, Turin 14h30 Arbitre : Casati |
| dimanche 11 décembre 1932 11e journée | Sernagiotto 21e · Borel 32e 58e 66e · Ferrari 41e · Orsi 73e (pen.) |       | 81e Rosa  | Campo di Corso Marsiglia, Turin 14h30 Arbitre : Casati |

| dimanche 18 décembre 1932 12e journée | Juventus                                           | 3 - 0 | Ambrosiana-Inter | Campo di Corso Marsiglia, Turin 14h30 14 000 spectateurs Arbitre : Ciamberlini |
| dimanche 18 décembre 1932 12e journée | Sernagiotto 13e · Orsi 31e (pen.) · Varglien I 52e |       |                  | Campo di Corso Marsiglia, Turin 14h30 14 000 spectateurs Arbitre : Ciamberlini |

| dimanche 8 janvier 1933 13e journée | Fiorentina  | 1 - 0 | Juventus | Stadio Giovanni Berta, Florence 14h30 Arbitre : Mazzarini |
| dimanche 8 janvier 1933 13e journée | Petrone 75e |       |          | Stadio Giovanni Berta, Florence 14h30 Arbitre : Mazzarini |

| dimanche 15 janvier 1933 14e journée | Juventus                   | 2 - 2 | Bologne                            | Campo di Corso Marsiglia, Turin 14h30 Arbitre : Bevilacqua |
| dimanche 15 janvier 1933 14e journée | Borel 32e · Varglien I 73e |       | 22e (pen.) Monzeglio · 29e Fedullo | Campo di Corso Marsiglia, Turin 14h30 Arbitre : Bevilacqua |

| dimanche 22 janvier 1933 15e journée | Milan       | 1 - 1 | Juventus  | Stadio San Siro, Milan 14h30 Arbitre : Turbiani |
| dimanche 22 janvier 1933 15e journée | Moretti 62e |       | 46e Borel | Stadio San Siro, Milan 14h30 Arbitre : Turbiani |

| dimanche 29 janvier 1933 16e journée | Juventus                                                | 4 - 1 | Genova      | Campo di Corso Marsiglia, Turin 14h30 Arbitre : Guarnieri |
| dimanche 29 janvier 1933 16e journée | Orsi 13e · Sernagiotto 56e · Ferrari 75e · Vecchina 86e |       | 13e Esposto | Campo di Corso Marsiglia, Turin 14h30 Arbitre : Guarnieri |

| dimanche 5 février 1933 17e journée | Palerme | 0 - 2        | Juventus | Stadio Littorio, Palerme 14h30 Arbitre : Dell'Era |
| dimanche 5 février 1933 17e journée |         | 4e 79e Monti |          | Stadio Littorio, Palerme 14h30 Arbitre : Dell'Era |

- Phase retour

| dimanche 19 février 1933 18e journée | Juventus                                  | 3 - 0 | Alexandrie | Campo di Corso Marsiglia, Turin 14h30 Arbitre : Ciamberlini |
| dimanche 19 février 1933 18e journée | Ferrari 49e · Borel 63e · Orsi 87e (pen.) |       |            | Campo di Corso Marsiglia, Turin 14h30 Arbitre : Ciamberlini |

| dimanche 26 février 1933 19e journée | Padoue      | 1 - 1 | Juventus    | Stadio Silvio Appiani, Padoue 15h00 Arbitre : Melandri |
| dimanche 26 février 1933 19e journée | Spivach 51e |       | 83e Ferrari | Stadio Silvio Appiani, Padoue 15h00 Arbitre : Melandri |

| dimanche 5 mars 1933 20e journée | Juventus                        | 3 - 0 | Naples | Campo di Corso Marsiglia, Turin 15h00 Arbitre : Caironi |
| dimanche 5 mars 1933 20e journée | Borel 14e 57e · Sernagiotto 15e |       |        | Campo di Corso Marsiglia, Turin 15h00 Arbitre : Caironi |

| dimanche 12 mars 1933 21e journée | Roma | 0 - 1     | Juventus | Campo Testaccio, Rome 15h00 Arbitre : Melandri |
| dimanche 12 mars 1933 21e journée |      | 46e Borel |          | Campo Testaccio, Rome 15h00 Arbitre : Melandri |

| dimanche 19 mars 1933 22e journée | Juventus                                                    | 4 - 2 | Pro Vercelli               | Campo di Corso Marsiglia, Turin 15h00 Arbitre : Carraro |
| dimanche 19 mars 1933 22e journée | Orsi 28e (pen.) · Ferrari 46e · Varglien II 68e · Borel 74e |       | 23e Casalino · 25e Cerutti | Campo di Corso Marsiglia, Turin 15h00 Arbitre : Carraro |

| dimanche 26 mars 1933 23e journée | Pro Patria | 0 - 2         | Juventus | Stadio Comunale, Busto Arsizio 15h00 Arbitre : Scorzoni |
| dimanche 26 mars 1933 23e journée |            | 16e 83e Borel |          | Stadio Comunale, Busto Arsizio 15h00 Arbitre : Scorzoni |

| dimanche 9 avril 1933 24e journée | Juventus              | 2 - 0 | Bari | Campo di Corso Marsiglia, Turin 15h00 Arbitre : Gianelli |
| dimanche 9 avril 1933 24e journée | Borel 22e · Monti 38e |       |      | Campo di Corso Marsiglia, Turin 15h00 Arbitre : Gianelli |

| dimanche 16 avril 1933 25e journée | Juventus                                        | 6 - 0 | Casale | Campo di Corso Marsiglia, Turin 15h00 Arbitre : Barlassina |
| dimanche 16 avril 1933 25e journée | Ferrari 36e 61e 90e · Monti 52e · Borel 80e 82e |       |        | Campo di Corso Marsiglia, Turin 15h00 Arbitre : Barlassina |

| dimanche 23 avril 1933 26e journée | Lazio       | 1 - 0 | Juventus | Stadio Nazionale del P.N.F., Rome 15h30 Arbitre : Scorzoni |
| dimanche 23 avril 1933 26e journée | Fantoni 14e |       |          | Stadio Nazionale del P.N.F., Rome 15h30 Arbitre : Scorzoni |

| dimanche 30 avril 1933 27e journée | Juventus                    | 2 - 1 | Torino     | Campo di Corso Marsiglia, Turin 15h30 Arbitre : Caironi |
| dimanche 30 avril 1933 27e journée | Varglien II 27e · Borel 70e |       | 13e Busoni | Campo di Corso Marsiglia, Turin 15h30 Arbitre : Caironi |

| dimanche 21 mai 1933 28e journée | Triestina | 0 - 1     | Juventus | Stadio Littorio, Trieste 15h30 Arbitre : Melandri |
| dimanche 21 mai 1933 28e journée |           | 78e Borel |          | Stadio Littorio, Trieste 15h30 Arbitre : Melandri |

| jeudi 25 mai 1933 29e journée | Ambrosiana-Inter          | 2 - 2 | Juventus                          | Stadio San Siro, Milan 15h30 Arbitre : Melandri |
| jeudi 25 mai 1933 29e journée | 60e Meazza · 77e Levratto |       | 20e Varglien II · 71e Sernagiotto | Stadio San Siro, Milan 15h30 Arbitre : Melandri |

| dimanche 28 mai 1933 30e journée | Juventus                                 | 5 - 0 | Fiorentina | Campo di Corso Marsiglia, Turin 15h30 Arbitre : Ciamberlini |
| dimanche 28 mai 1933 30e journée | Monti 15e · Borel 33e 62e 63e · Orsi 34e |       |            | Campo di Corso Marsiglia, Turin 15h30 Arbitre : Ciamberlini |

| dimanche 4 juin 1933 31e journée | Bologne      | 1 - 2 | Juventus             | Stadio Littoriale, Bologne 15h30 Arbitre : Carraro |
| dimanche 4 juin 1933 31e journée | Schiavio 65e |       | 21e Borel · 80e Orsi | Stadio Littoriale, Bologne 15h30 Arbitre : Carraro |

| dimanche 11 juin 1933 32e journée | Juventus                        | 3 - 0 | Milan | Campo di Corso Marsiglia, Turin 15h30 Arbitre : Dattilo |
| dimanche 11 juin 1933 32e journée | Borel 16e 67e · Sernagiotto 59e |       |       | Campo di Corso Marsiglia, Turin 15h30 Arbitre : Dattilo |

| dimanche 15 juin 1933 34e journée | Juventus                                          | 5 - 0 | Palerme | Campo di Corso Marsiglia, Turin 15h30 Arbitre : Scotto |
| dimanche 15 juin 1933 34e journée | Cesarini 7e · Borel 44e 64e 84e · Sernagiotto 45e |       |         | Campo di Corso Marsiglia, Turin 15h30 Arbitre : Scotto |

| dimanche 18 juin 1933 33e journée | Genova              | 3 - 2 | Juventus                  | Stadio Marassi, Gênes 15h30 Arbitre : Scorzoni |
| dimanche 18 juin 1933 33e journée | Esposto 14e 22e 50e |       | 5e Cesarini · 88e Rosetta | Stadio Marassi, Gênes 15h30 Arbitre : Scorzoni |

#### Classement
|  |    | Classement final 1932-1933 | Pts | MJ | V  | N  | D | BP | BC | Dif |
|  | -- | -------------------------- | --- | -- | -- | -- | - | -- | -- | --- |
|  | 1. | Juventus                   | 54  | 34 | 25 | 4  | 5 | 83 | 23 | +60 |
|  | 2. | Ambrosiana-Inter           | 46  | 34 | 19 | 8  | 7 | 80 | 53 | +27 |
|  | 3. | Bologne                    | 42  | 34 | 15 | 12 | 7 | 69 | 33 | +36 |

| 5e titre La Juventus championne d'Italie de Serie A de 1932-1933 |

### Résultats en coupe d'Europe centrale
- Quarts-de-finale

| jeudi 22 juin 1933 Match aller | Újpest                  | 2 - 4 | Juventus                                                | Megyeri úti stadion, Budapest Arbitre : Beranek |
| jeudi 22 juin 1933 Match aller | Pusztai 78e · Jávor 87e |       | 6e Varglien II · 13e Borel · 59e Sernagiotto · 76e Orsi | Megyeri úti stadion, Budapest Arbitre : Beranek |

| jeudi 29 juin 1933 Match retour | Juventus                                          | 6 - 2 | Újpest               | Stadio Benito Mussolini, Turin Arbitre : Ženíšek |
| jeudi 29 juin 1933 Match retour | Orsi 30e 82e 84e (pen.) 88e · Varglien II 36e 39e |       | 18e Jávor · 70e Avar | Stadio Benito Mussolini, Turin Arbitre : Ženíšek |

- Demi-finale

| dimanche 9 juillet 1933 Match aller | Austria Vienne                | 3 - 0 | Juventus | Horr Stadion, Vienne Arbitre : Keil |
| dimanche 9 juillet 1933 Match aller | Sindelar 3e 52e · Spechtl 89e |       |          | Horr Stadion, Vienne Arbitre : Keil |

| dimanche 16 juillet 1933 Match retour | Juventus    | 1 - 1 | Austria Vienne | Stadio Benito Mussolini, Turin Arbitre : Cejnar |
| dimanche 16 juillet 1933 Match retour | Ferrari 21e |       | 75e Stroh      | Stadio Benito Mussolini, Turin Arbitre : Cejnar |

### Matchs amicaux
| dimanche 4 septembre 1932 | Pro Vercelli   | 1 - 1 | Juventus       |  |
| dimanche 4 septembre 1932 | Buteur inconnu |       | Buteur inconnu |  |

| vendredi 10 octobre 1932 | Spezia           | 2 - 4 | Juventus         | La Spezia |
| vendredi 10 octobre 1932 | Buteurs inconnus |       | Buteurs inconnus | La Spezia |

| mardi 1er novembre 1932 | Juventus         | 7 - 0 | AS Cannes |  |
| mardi 1er novembre 1932 | Buteurs inconnus |       |           |  |

| lundi 26 décembre 1932 | Juventus         | 9 - 1 | Olympique d'Antibes |  |
| lundi 26 décembre 1932 | Buteurs inconnus |       | Buteur inconnu      |  |

| dimanche 1er janvier 1933 | Juventus et Piemonte | 8 - 2 | Sud-Est de la France |  |
| dimanche 1er janvier 1933 | Buteurs inconnus     |       | Buteurs inconnus     |  |

| lundi 6 février 1933 | Catane           | 2 - 2 | Juventus         |  |
| lundi 6 février 1933 | Buteurs inconnus |       | Buteurs inconnus |  |

#### Coppa Barattia
| lundi 11 septembre 1932 | Juventus         | 3 - 2 | Torino           |  |
| lundi 11 septembre 1932 | Buteurs inconnus |       | Buteurs inconnus |  |

## Effectif du club
Effectif des joueurs du Foot-Ball Club Juventus lors de la saison 1932-1933.

## Buteurs
Voici ici les buteurs du Foot-Ball Club Juventus toute compétitions confondues.
| 30 buts - Felice Borel 15 buts - Raimundo Orsi 12 buts - Giovanni Ferrari 8 buts - Renato Cesarini - Pietro Sernagiotto 6 buts - Luis Monti - Giovanni Varglien | 3 buts - Federico Munerati - Mario Varglien 2 buts - Giovanni Vecchina 1 but - Virginio Rosetta |